# День друга
День друга (ісп. Día del Amigo) — свято, яке щорічно відзначається 20 липня в Аргентині, Еквадорі, Бразилії та Уругваї, а також 30 липня в Парагваї і в першу суботу липня в Перу. У цей день прийнято купувати подарунки і сувеніри для своїх друзів.

## Заснування
Ініціатива створення цього свята належить Рамону Артеміо Брач з парагвайського міста Пуерто-пінаска, який в 1958 році організував кампанію, спрямовану на просування дружби між людьми, сподіваючись, що це стане постійним святом. У Парагваї цей день став відзначатися 30 липня.
В Аргентині День друга святкують 20 липня з ініціативи журналіста Енріке Ернесто Феббраро. Воно стало настільки популярним, що іноді його святкування і, відповідно, привітання один одному приводили до тимчасового порушення мобільного зв'язку в містах Буенос-Айрес, Мендоса, Кордова і Росаріо, що можна порівняти з ситуацією на Різдво і Новий рік. Після смерті аргентинського карикатуриста і письменника Роберто Фонтанорроса, що настала 19 липня 2007 року, в країні зростає число громадян, які бажають змінити дату святкування Дня друга на 19 липня.
У Бразилії День друга святкується також і 18 квітня. У Перу, починаючи з 2009 року, День друга святкується в першу суботу липня.